# Scirpus monocephalus
Scirpus monocephalus là loài thực vật có hoa trong họ Cói. Loài này được J.Q.He miêu tả khoa học đầu tiên năm 1999.